# Meall a’ Choire Lèith
Der Meall a’ Choire Lèith ist ein 926 Meter hoher Berg in Schottland. Sein gälischer Name bedeutet Berg des grauen Kars. Der als Munro eingestufte Berg ist der nordwestlichste Gipfel der am Nordufer von Loch Tay liegenden Bergkette in Perthshire, deren höchster Berg der südöstlich benachbarte Ben Lawers ist. Insgesamt sind sieben Gipfel der Bergkette als Munro eingeordnet.

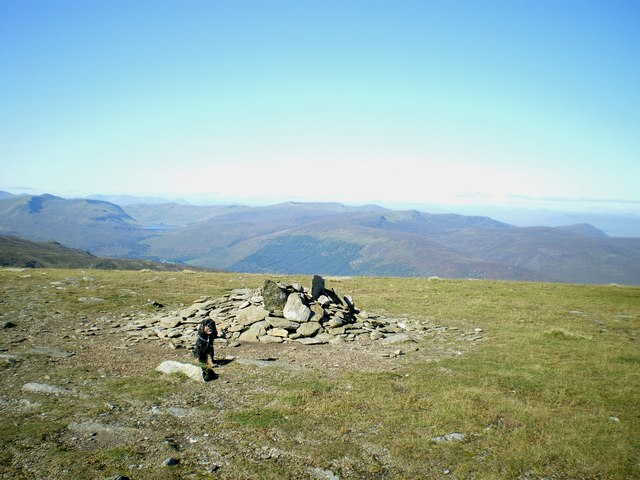
Der Gipfelbereich des Meall a’ Choire Lèith

Zusammen mit seinem südlichen Nachbarn, dem Meall Corranaich liegt der Meall a’ Choire Lèith nordwestlich etwas abgesetzt von den übrigen Gipfeln der Ben-Lawers-Gruppe, getrennt durch das nach Norden in Richtung Glen Lyon laufende Coire a’ Chobhair. Über einen etwa 770 Meter hohen flachen Sattel ist der Meall a’ Choire Lèith mit dem Meall Corranaich verbunden. Wie fast alle Munros rund um den Ben Lawers besitzt der Meall a’ Choire Lèith ein breites, flach abfallendes Gipfelplateau, das in fast alle Richtungen mit breiten grasigen Hängen ausläuft. Lediglich nach Norden weist der Berg einen felsdurchsetzten Grat auf, der im Sron Eich, einem steil über dem Glen Lyon aufragenden felsigen Vorgipfel endet. 
Bestiegen wird der Meall a’ Choire Lèith von Munro-Baggern meist gemeinsam mit seinem südlichen Nachbarn. Vom Meall Corranaich führt der Weg über den Sattel zwischen beiden Gipfeln von Süden zum höchsten Punkt. Ein direkter Zustieg beginnt an der schmalen Verbindungsstraße zwischen Loch Tay und Glen Lyon, am Nordende des westlich gelegenen Stausees Lochan na Lairige, und führt über die Westseite auf den Gipfel.